# 7800° Fahrenheit
7800° Fahrenheit – drugi album studyjny amerykańskiego zespołu rockowego Bon Jovi, wydany w dniu 27 marca 1985 roku przez Mercury Records. Zespół wprowadził klasyczne logo Bon Jovi z pierwszego albumu, które później zostało użyte w Slippery When Wet i New Jersey.
Album został nagrany w ciągu sześciu tygodni od stycznia do marca 1985 roku w Warehouse Studios w Filadelfii, Pensylwania.

## Lista utworów w pierwszym wydaniu albumu
| 7800° Fahrenheit | 7800° Fahrenheit                                                               | 7800° Fahrenheit |
| Nr               | Tytuł utworu                                                                   | Długość          |
| ---------------- | ------------------------------------------------------------------------------ | ---------------- |
| 1.               | „In and Out of Love” (Jon Bon Jovi)                                            | 4:28             |
| 2.               | „The Price of Love” (Jon Bon Jovi)                                             | 4:14             |
| 3.               | „Only Lonely” (Jon Bon Jovi, David Bryan)                                      | 5:02             |
| 4.               | „King of the Mountain” (Jon Bon Jovi, Richie Sambora)                          | 3:54             |
| 5.               | „Silent Night” (Jon Bon Jovi)                                                  | 5:08             |
| 6.               | „Tokyo Road” (Jon Bon Jovi, Richie Sambora)                                    | 5:42             |
| 7.               | „The Hardest Part Is the Night” (Jon Bon Jovi, Richie Sambora, David Bryan)    | 4:25             |
| 8.               | „Always Run to You” (Jon Bon Jovi, Richie Sambora)                             | 5:00             |
| 9.               | „(I Don't Wanna Fall) To the Fire” (Jon Bon Jovi, Richie Sambora, David Bryan) | 4:28             |
| 10.              | „Secret Dreams” (Jon Bon Jovi, Richie Sambora, Tico Torres, Bill Grabowski)    | 4:54             |
|                  |                                                                                | 47:15            |

## Twórcy
- Jon Bon Jovi – wokal, gitara
- Richie Sambora – gitara, wokal wspierający
- Alec John Such – gitara basowa, wokal wspierający
- Tico Torres – perkusja
- David Bryan – keyboard, wokal wspierający